# Sapé
Sapé est une ville brésilienne de l'est de l'État de la Paraíba.
Sa population était estimée à 46 363 habitants en 2007. La municipalité s'étend sur 316 km2.